# Centre d'art Henie-Onstad

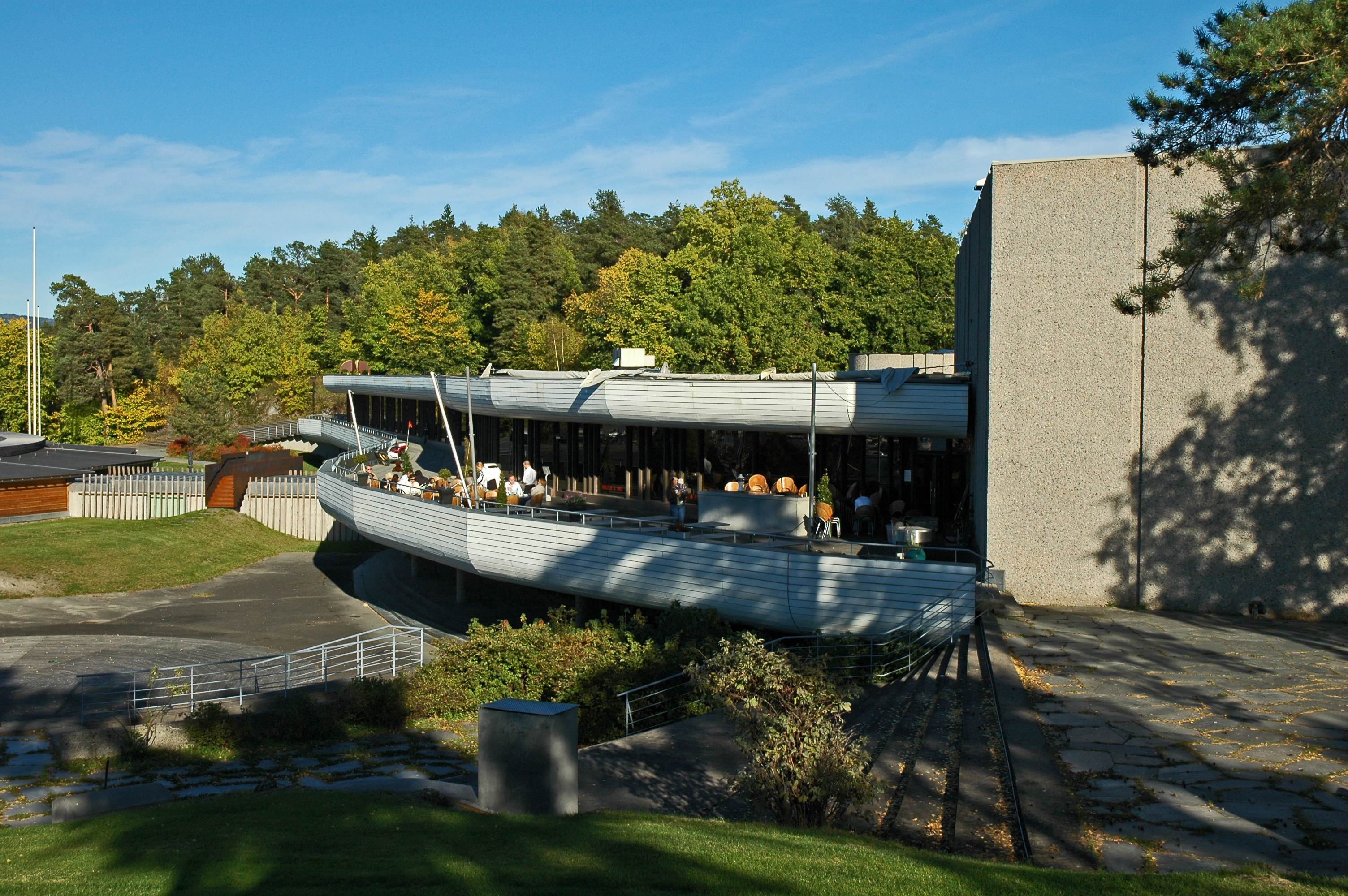
Centre d'art Henie Onstad de, Oslo

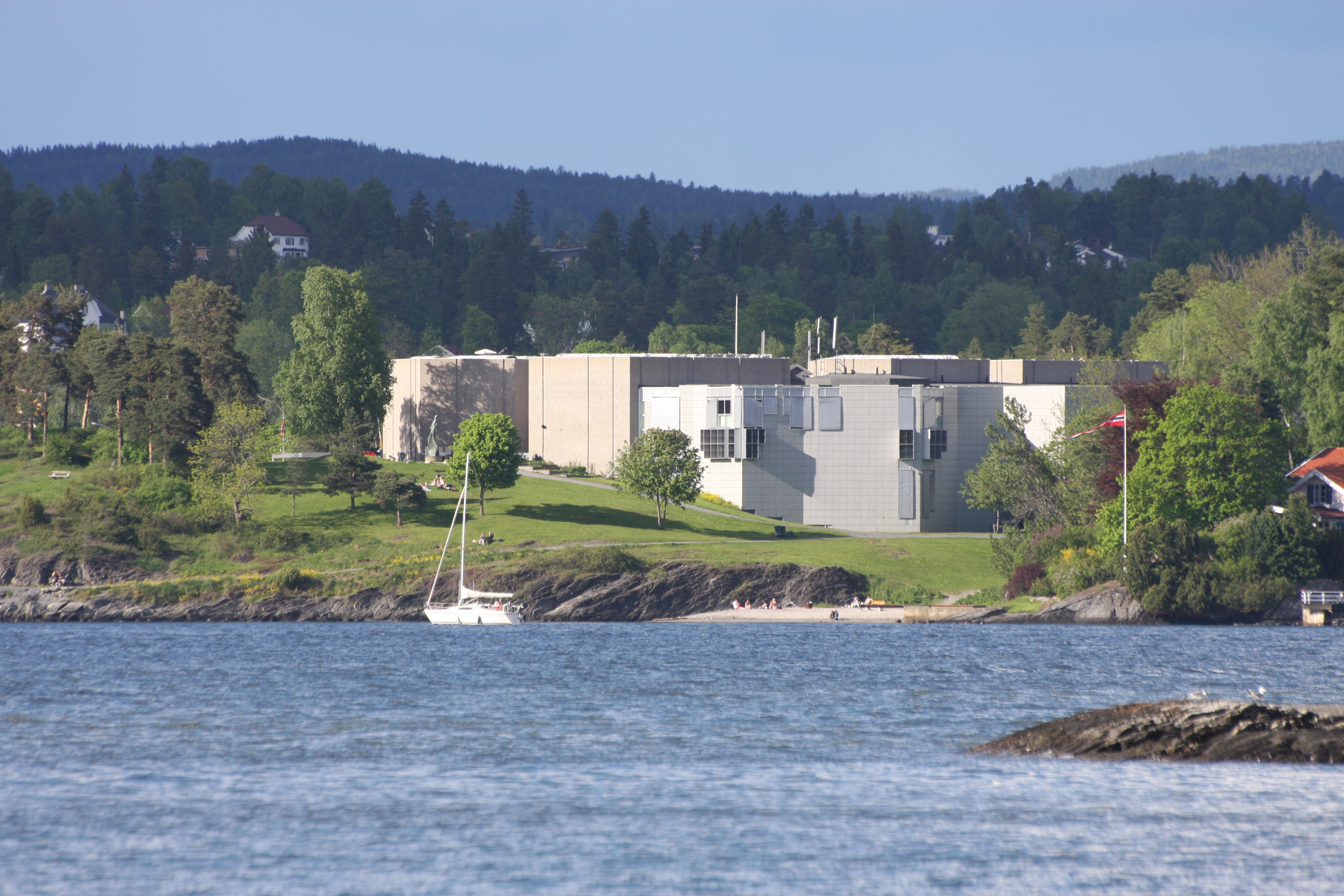

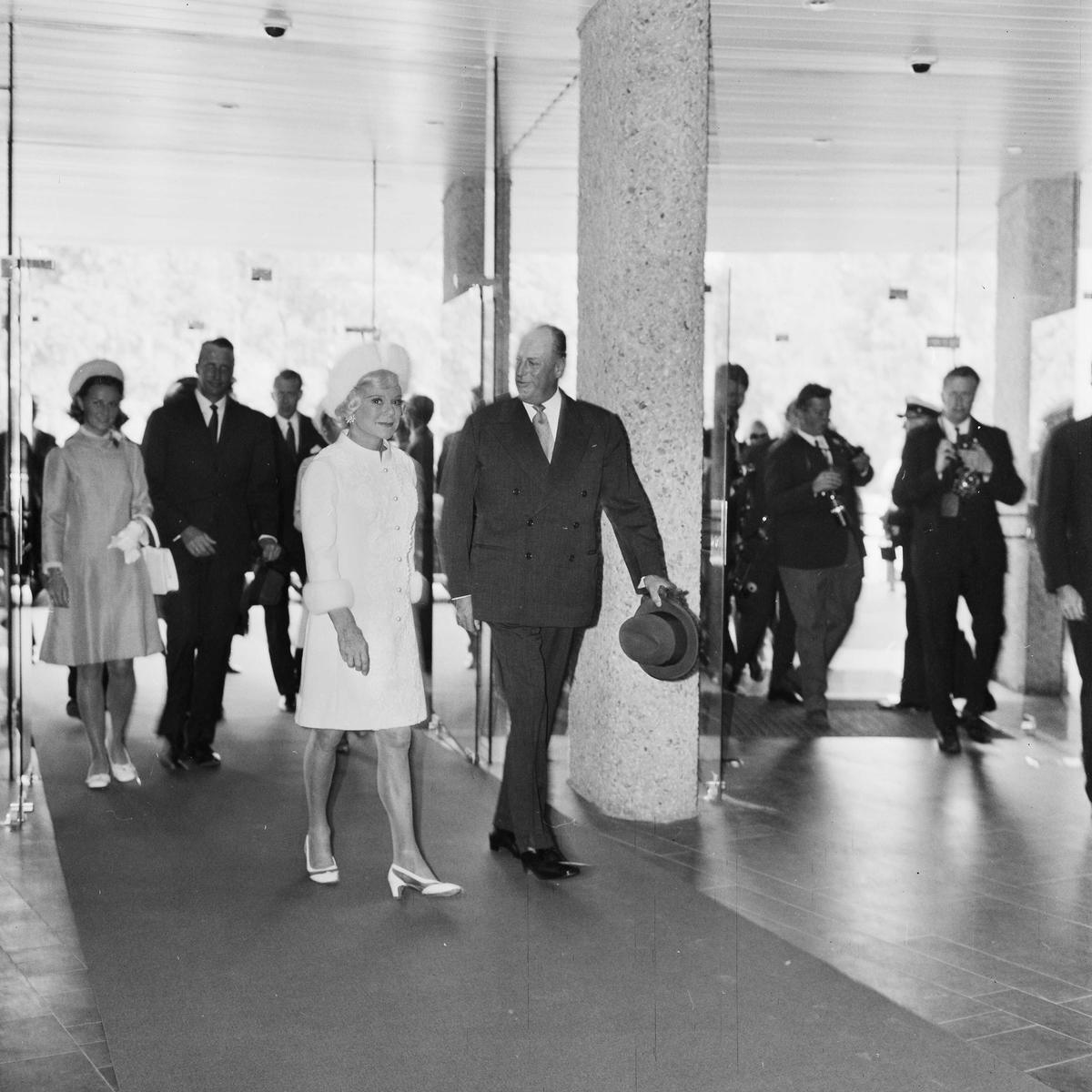

Le Centre d'art Henie-Onstad ou Henie Onstad Kunstsenter (HOK) est un musée d'art contemporain situé au sud d'Oslo, dans un parc de sculptures avec une vue sur le fjord. Il accueille également des expositions temporaires, dont récemment une dédiée à l'artiste Joan Miró.

## Historique
Le centre a été fondé en 1968 par la championne du monde et olympique de patinage artistique Sonja Henie (1912-1969) et son mari Niels Onstad (1909-1978), un armateur norvégien et un collectionneur d'art. Le centre a été conçu par les architectes norvégiens Jon Eikvar et Sven Erik Engebretsen.

## Controverses sur un tableau venant des spoliations nazies de familles juives
En 2012, le Centre Pompidou présente une exposition consacrée à Henri Matisse, Paires et séries. Parmi la soixantaine d’œuvres figurait un tableau, Robe bleue dans un fauteuil ocre, prêté par le centre d'art Henie-Onstad. Cette exposition attire l'attention sur ce tableau d'un organisme américain, le Art Loss Register (ALR), qui s'est donné pour mission de repérer les œuvres volées, notamment les spoliation d'œuvres d’art sous le troisième Reich dans les familles juives,.
Informé par l'Art Loss Register basé à Londres, la famille du marchand d'art juif français Paul Rosenberg demande au centre d'art Henie-Onstad de leur retourner cette peinture de Matisse confisquée par les nazis en 1941. La directrice du musée, Tone Hansen, indique que son institution ne connaissait pas les tribulations de cette œuvre, jusqu'à ce qu'elle soit contactée par l'Art Loss Register,.
Paul Rosenberg avait acheté le tableau directement à Matisse en 1937, et l'avait stocké au moment de l'invasion de la France en 1940 dans un coffre de banque à Libourne, avec 17 autres tableaux. Au moment de la défaite, Paul Rosenberg et sa famille se réfugient à New York sans avoir pu emporter les œuvres. À la suite d'une dénonciation, les nazis forcent le coffre le 28 avril 1941, et s'emparent de son contenu. À Paris, dans les salles du Jeu de paume, l'Einsatzstab Reichsleiter Rosenberg rassemble à partir du 1er novembre 1940 le résultat de ses confiscations. Il les archive et les photographie. Puis il en organise le trafic, les troquant contre des œuvres légalement détenues qui alimentent la collection d'Hermann Goering. Ces opérations rendent le marché de l'art parisien particulièrement actif dans ces années d'occupation. Après la guerre, le tableau, non restitué, est acheté par Niels Onstad à un courtier basé à Paris, Henri Bénézit après être passé par la galerie Pétridès. Il a depuis été publié dans de nombreuses publication et a fait le tour du monde à plusieurs reprises,.
Pour le droit norvégien, la peinture appartient désormais au centre culturel en raison de la durée de détention de la peinture. Mais la Norvège est un pays signataire des Principes de la Conférence de Washington de 1998 sur les confiscations nazies. Des négociations s'ouvrent, et aboutissent finalement à la restitution de l’œuvre le 21 mars 2014.